# Tratado de Paz de 1938
O Tratado de Paz de 1938 é um tratado de paz assinado com a intermediação do Brasil, Argentina, Chile, Peru, Uruguai e Estados Unidos, e que deu ao Paraguai a maior parte do território disputado e à Bolívia uma saída para o rio Paraguai via Puerto Suarez.